# Sicyopterus stimpsoni
Sicyopterus stimpsoni é uma espécie de peixe da família Gobiidae.
É endémica dos Estados Unidos.